# CADA (supermercado)
CADA (Compañía Anónima Distribuidora de Alimentos) fue una cadena de supermercados de Venezuela con base en Caracas que perteneció al Grupo Casino. Tuvo 35 tiendas en 22 ciudades venezolanas dirigidas a diferentes estratos sociales.

## Historia
En Maracaibo funcionaba Supermercado "TODOS", propiedad de empresarios zulianos, que luego fue adquirido por el Grupo Rockefeller, creando Supermercados CADA,  fue fundado en 1948 con sede en Maracaibo, Estado Zulia, luego pasaría a ser propiedad del Grupo Rockefeller, en 1970 al construirse entre octubre, noviembre y diciembre de 1970 el Centro Comercial Barinas, en la ciudad de Barinas instalaron un Automercado Cada en Barinas con su obelisco CADA que terminaba en lo alto con un cubo que tenía avisos de CADA por sus cuatro caras, y en 1983 sería adquirido por el Grupo Cisneros. En 1995 CADA es comprado por la empresa Cativen y en 2000 el Grupo Casino adquiere la mayoría accionaria de esta última, desde entonces esa empresa fue controlada hasta su adquisición por parte del estado venezolano, por dicho grupo con un 50,01% de las acciones, Almacenes Éxito con un 28,99% y Empresas Polar con el 21%.
A mediados de 2002 CADA cambia su logotipo octogonal rojo por uno más moderno representado por un trébol de tres hojas (amarillo, verde y rojo) con el eslogan "Cada te hace la vida fácil" sustituyendo el anterior "Cada día más barato". En 2004 abre las puertas la primera tienda CADA 24 horas en el sector comercial de Las Mercedes en Caracas. Su principal competidor es Central Madeirense. A principios del año 2010 el Grupo Casino –accionista mayoritario de Cativen– decide negociar con el gobierno venezolano la propiedad de las tiendas y, efectivamente éstas acciones fueron vendidas al Grupo Carrefour. La razón que alegó dicho grupo fue que se desmarcaría de la gerencia de su socio Cativen, acusado de especulación y acaparamiento en la cadena Hipermercado Éxito que, tras la reiterada violación a las leyes venezolanas en materia de bienes y servicios,[cita requerida] fue fusionado y nacionalizado por el Grupo Carrefour y el Estado Venezolano. Es así que en junio de 2010 pasa a ser formalmente propiedad accionaria entre el Estado Venezolano y el Grupo Carrefour y cambia de nombre a Abasto Bicentenario (actualmente desaparecido).

## Eslóganes
- 1983: CADA sirve mejor al consumidor
- 1994: Estamos cambiando
- 1996: Cada día más barato
- 2002: CADA te hace la vida fácil